# 勧修寺経熈
勧修寺 経熈（かじゅうじ つねひろ）は、室町時代の公家（公卿）。別名は経郷
堂上家（家格は名家、藤原北家高藤流甘露寺支流）である勧修寺家の10代当主。

## 経歴
権中納言・勧修寺経興の子。権中納言・勧修寺政顕の養子。養子に、権大納言・勧修寺尚顕（実は、勧修寺政顕の子）。
文明17年（1485年）2月24日、従三位に叙される。
太宰大弐には1485年には既に就任していることが確認され、1492年時点でもその地位にあることが確認される。
極位極官は、従二位・権中納言。

## 系譜
- 父：勧修寺経興
- 母：不詳
- 養父：勧修寺政顕
- 妻：不詳
  - 養子：勧修寺尚顕（実父は勧修寺政顕）